# Helvi Mustonen
Helvi Mustonen, född 1 juli 1947 i Kemi, död 22 maj 2025, var en finländsk målare och skulptör. 
Helvi Mustonens motiv i målningar var kraftfulla och känsloladdade med starka färger. Hennes målningar är symbolistiska och hon använde i regel en mörk färgskala.
Mustonen inledde sin karriär som målare och skulptör i Uleåborg  i början av 1970-talet. I början av 1980-talet flyttade hon till Hyvinge. Hon hade deltagit i flera grupputställningar och hade även separatutställningar på konstmuseer och gallerier i Finland.
Hyvinge Konstnärssällskap utnämnde Helvi Mustonen till Årets konstnär 2000.